# 王跃
王跃（1959年1月—），安徽合肥人，中国思想政治教育工作者，南京师范大学教授。

## 生平
1977年恢复高考后，考入安徽师范大学历史学专业，毕业后留校工作。1985年考入北京师范大学研究生，1990年于北京师范大学获博士学位，同年进入南京师范大学工作。曾任南京师范大学马克思主义学院院长，现任南京师范大学马克思主义学院教授委员会主任。

## 学术贡献
主要从事中共党史党建、马克思主义中国化、高校思政课等教学和研究工作。主持教育部重大课题攻关项目等项目多个，出版学术专著3部，发表论文50余篇。先后荣获首届“全国高校思想政治理论课教师影响力人物”，中国学位与研究生教育学会研究生教育成果一等奖等。

## 社会兼职
教育部高校思想政治理论课教学指导委员会委员，中共党史学会理事。